# Feuerwehr Heidelberg
Die Feuerwehr Heidelberg ist ein eigenständiges Fachamt der Stadtverwaltung Heidelberg und nimmt die Aufgaben des vorbeugenden und abwehrenden Brandschutzes und der technischen Hilfeleistung in Heidelberg wahr. Sie gliedert sich in eine Einsatzabteilung der Berufsfeuerwehr und acht Einsatzabteilungen der Freiwilligen Feuerwehr.

## Chronik der Feuerwehr
Im Jahr 1844 begannen Studenten der Ruperto Carola mit dem unorganisierten Turnen, was zwei Jahre später zur Gründung eines Turnvereins führte. Im September des Gründungsjahres (1846) beschloss der Verein, seine Dienste als Löschmannschaft anzubieten, die fortan mit den städtischen Löschmannschaften zusammenarbeitete. Damit war die Freiwillige Feuerwehr Heidelberg geboren. Trotz der klammen Finanzlage kaufte der Gemeinderat von der ortsansässigen Firma Metz Feuerwehrtechnik für seine Feuerwehr. Bereits 1848 lösten sich die Turnvereine in Baden wieder auf, im Rahmen der badischen Revolution. Die Feuerwehr bestand somit aus freiwilligen Handwerkern, Studenten und Geschäftsleuten. Einige Jahre später wurde ein öffentliches Brandmeldesystem eingerichtet, das die bis dahin existierenden Türmer ablöste. Zudem erfolgte der Aufbau eines Hydrantennetzes. Ende der 1890er Jahre entstand eine ständig besetzte Feuerwache, in der Bedienstete des Tiefbauamtes die Aufgabe der Feuermeldestelle übernahmen – dies bildete eine erste Vorform der Berufsfeuerwehr Heidelberg. Im Jahr 1912 wurde die erste Motorspritze beschafft.
Nach dem Ersten Weltkrieg, bei welchem die Zahl der Feuerwehrleute drastisch sank, wurde in den 1920er Jahren die Anzahl der hauptamtlichen Kräfte erhöht. Diese besetzten eine Feuer- und Sanitätswache, die bis zum Jahr 1954 noch im Dienst war – damit entstand endgültig eine Berufsfeuerwehr Heidelberg. Zudem wurde in diesen Jahren die Feuerwehr motorisiert. Im Jahr 1936 wurde die Freiwillige Feuerwehr aufgelöst und in eine Feuerlöschpolizei umgestaltet, wie es überall in Deutschland am Vorabend des Zweiten Weltkrieges geschah. Sie unterstand fortan der Polizeiverwaltung. Im Laufe des Zweiten Weltkrieges wurden aufgrund des Mangels an Männern vermehrt Frauen in die Feuerwehr aufgenommen, die vor allem auch im Bereich von Mannheim und Stuttgart eingesetzt wurden. Diese Frauen quittierten nach Kriegsende ihren Feuerwehrdienst jedoch wieder. In der Reichspogromnacht vom 9. auf den 10. November 1938 steckten Angehörige der SA die Synagoge in Brand. Als die Feuerwehr erschien, wurde ihr befohlen, nicht zu löschen, sondern nur darauf zu achten, dass das Feuer nicht auf andere Häuser übergriff.
Im Jahr 1946 wurde die Berufsfeuerwehr eingerichtet. Diese rückte mit Fahrzeugen aus Beständen der Wehrmacht und nur in Begleitung der US-Militärpolizei aus.
Als im Mai 1954 eine neue Feuerwache fertiggestellt wurde, verlor die bisherige Wache aus den 1920er Jahren ihren Sinn. Zugleich wurde in Heidelberg neben Düsseldorf das modernste Alarmsystem in der Bundesrepublik Deutschland eingerichtet. Zwei Jahre darauf wurde der Feuerwehrausschuss durch das Feuerwehrgesetz eingerichtet, welcher festlegte, dass Feuerwehren künftig auch mit technischen Aufgaben betraut werden. Damit erweiterte sich das Einsatzspektrum von der reinen Brandbekämpfung hin zur technischen Hilfeleistung. Zehn Jahre später wurde auch die Heidelberger Ölwehr eingerichtet. Im Jahr 1996 erhielt die Feuerwehr Heidelberg den Ausbildungsauftrag für die Angehörigen einer Werkfeuerwehr in Indien, womit diese Feuerwehr auch international tätig wurde. Nachdem die Wache am Czernyring den Anforderungen nicht mehr genügt hatte, wurde 2007 die dritte Heidelberger Feuerwache eingeweiht; ihr Architekt ist Peter Kulka.
Vom 14. bis 22. Juli 2018 fand in Heidelberg der 12. Landesfeuerwehrtag Baden-Württemberg statt. Das umfangreiche Programm reichte von Fachvorträgen und Vorführungen über eine große Industriemesse bis zu verschiedenen Wettbewerben. Ein besonderes Highlight war die Lebendige Feuerwehrmeile am Abschlusstag, die sich auf dem eigens hierfür gesperrten Neckarstaden (Bundesstraße 37) malerisch entlang des Neckars erstreckte.

## Berufsfeuerwehr
Nur wenige Wochen nach der Besetzung Heidelbergs durch amerikanische Armeeeinheiten zum Ende des Zweiten Weltkrieges, wurde durch die amerikanische Militärregierung der Wiederaufbau von Feuerwehrstrukturen in Heidelberg betrieben. Das Feuerlöschwesen wurde zunächst von hauptamtlichen und ehrenamtlichen Kräften wahrgenommen. Zum Leiter der Feuerwehr Heidelberg wurde Alfred Altenbach bestellt, der vor Kriegsbeginn zunächst der Freiwilligen Feuerwehr Weststadt angehörte und von 1942 bis Kriegsende die Abteilung Neuenheim leitete.
Nachdem 1946 die Bevölkerung Heidelbergs erstmals 100.000 Einwohner überschritt, war nach damaligem Recht die Gründung einer Berufsfeuerwehr zwingend erforderlich. Dieser Pflicht kam der Heidelberger Gemeinderat am 18. Juli 1946 mit seinem Beschluss nach, die Berufsfeuerwehr als städtische Branddirektion zu gründen.

### Leitung
Geleitet wird die Berufsfeuerwehr seit Oktober 2019 durch Heiko Holler. Dieser ist nach Maßgabe des Feuerwehrgesetzes Baden-Württemberg Kommandant der Feuerwehr Heidelberg und damit auch der Freiwilligen Feuerwehr.
| Amtszeit  | Kommandant          |
| --------- | ------------------- |
| 1945–1949 | Alfred Altenbach    |
| 1949–1952 | Alfred Köhler       |
| 1952–1968 | Fritz Egner         |
| 1968–1980 | Alfred Schmölders   |
| 1980–1994 | Rolf Würtele        |
| 1994–2010 | Hans-Joachim Henzel |
| 2010–2019 | Georg Belge         |
| seit 2019 | Heiko Holler        |

### Organisationsstruktur
Die Berufsfeuerwehr besteht aus 116 feuerwehrtechnischen Beamten, die in drei Wachabteilungen und im Tagdienst die Feuerwache Heidelberg ständig besetzen. Neben dem Einsatzdienst versehen die Einsatzbeamten ihren Dienst in den Abteilungen Einsatz, Technik, vorbeugender Brandschutz sowie Information und Kommunikation. Die Aufgaben der allgemeinen Verwaltung sowie die Wahrnehmung der Funktion der unteren Katastrophenschutzbehörde für den Stadtkreis Heidelberg werden von Verwaltungsmitarbeitern wahrgenommen. Weiterhin sind in der im Jahr 2007 eingeweihten Feuerwache im Baumschulenweg neben einer Atemschutzübungsanlage auch diverse Werkstätten wie zum Beispiel Schlauch-, Atemschutz, Kfz- oder Elektrowerkstatt untergebracht.
Jede Wachabteilung hat dazu weitere Spezialaufgaben. Wachabteilung 1 den Bereich Geräteprüfung, Wachabteilung 2 Strahlenschutz, ABC-Gefahren und das Fernmeldewesen sowie Wachabteilung 3 das Tauchwesen und die Messtechnik.

### Fahrzeuge
Die Berufsfeuerwehr verfügt über eine Vielzahl an Einsatzfahrzeugen. Dazu zählen zwei Einsatzleitwagen, zwei Hilfeleistungslöschgruppenfahrzeuge 10, ein Löschgruppenfahrzeug 20, zwei Drehleitern mit Korb 23/12, ein Tanklöschfahrzeug 3000, ein Rüstwagen, ein Gerätewagen Wasserrettung, ein ABC-Erkundungskraftwagen, ein Gerätewagen Transport (Lkw), ein Gerätewagen Logistik 1, ein Kleineinsatzfahrzeug, einen Gerätewagen Hygiene, ein Mehrzweckboot, ein Hochwasserboot, drei Mannschaftstransportfahrzeuge und fünf Kleinfahrzeuge. Für logistische Aufgaben steht ein Teleskopstapler zur Verfügung. Mit dem Mehrzweckfahrzeug All Terrain (Transport von Verletzten aus schwer zugänglichen Gebieten) und dem Sonderfahrzeug Technischer Dienst (Fahrzeug der eigenen Kfz-Werkstatt) werden aktuell zwei konzeptionelle Fahrzeuge erprobt.
Neben den vorgenannten Fahrzeugen kommt bei der Berufsfeuerwehr auch das Wechselladersystem zum Einsatz. Je nach Einsatzlage können mit den vier Wechselladerfahrzeugen, einer davon mit Ladekran, folgende Abrollbehälter zum Einsatz gebracht werden:
| Abrollbehälter            | Einsatzzweck |
| ------------------------- | --- |
| Atemschutz/Hygiene        | Umfangreiche Beladung für Atemschutzeinsätze                                                                           |
| Auffangmittel             | Verschiedene Behältnisse zur Aufnahme von Gefahrgut                                                                    |
| Dekontamination Verletzte | Aufbau und Betrieb eines Dekontaminationsplatzes für Verletzte                                                         |
| Einsatzleitung            | Aufbau und Betrieb einer örtlichen Einsatzleitung                                                                      |
| Gefahrgut                 | Umfangreiche Beladung zur Abwicklung von Gefahrgutunfällen                                                             |
| Unwetter                  | Umfangreiche Beladung zum Auspumpen und Ausleuchten nach Unwetterereignissen/Wasserschäden                             |
| Logistik                  | Nachschub. Primär mit Ölbindemittel beladen                                                                            |
| Mehrzweckboot             | Aufnahme- und Transporteinrichtung für das Mehrzweckboot                                                               |
| Mobiler Großventilator    | Ventilation von Tunneln und Gebäuden                                                                                   |
| Mulde                     | Aufnahme von Flüssigkeiten, Transport von Schüttgut, Schrott                                                           |
| Ölsperre                  | Aufbau und Betrieb einer Ölsperre                                                                                      |
| Rüst                      | Umfangreiche Beladung für technische Hilfeleistungen                                                                   |
| Sonderlöschmittel         | Beladen mit verschiedenen Sonderlöschmitteln (CO2, Pulver und Schaum)                                                  |
| Teleskoplader             | Transporteinrichtung und weiteres Zubehör für den Teleskoplader                                                        |
| Transport                 | Transport von Material, Geräten oder Ausrüstung                                                                        |
| Tunnel/Schiene            | Beladung für Brandeinsätze und technische Hilfeleistungen in unterirdischen Verkehrsanlagen und bei Schienenfahrzeugen |
| Wasser                    | Löschwasserversorgung (9.700 L)                                                                                        |

### Einsatzzüge
Entsprechend dem Alarmstichwort werden vom Leitstellendisponent die erforderlichen Einsatzfahrzeuge alarmiert. Grundlage bildet die Alarm- und Ausrückeordnung.
Standardmäßig sind bei der Feuerwehr Heidelberg folgende Einsatzzüge definiert:
| Zug               | Fahrzeuge                                                                                                  |
| ----------------- | --- |
| Löschzug          | Einsatzleitwagen, zwei Löschgruppenfahrzeuge (HLF 10 und LF 20), Drehleiter                                |
| Rüstzug           | Einsatzleitwagen, zwei Löschgruppenfahrzeuge (HLF 10 und LF 20), Rüstwagen                                 |
| Wasserrettungszug | Einsatzleitwagen, Löschgruppenfahrzeug mit Anhänger Schlauchboot, Gerätewagen Wasserrettung, Mehrzweckboot |
| Gefahrgutzug      | Einsatzleitwagen, zwei Löschgruppenfahrzeuge (HLF 10 und LF 20), Rüstwagen, Abrollbehälter Gefahrgut       |

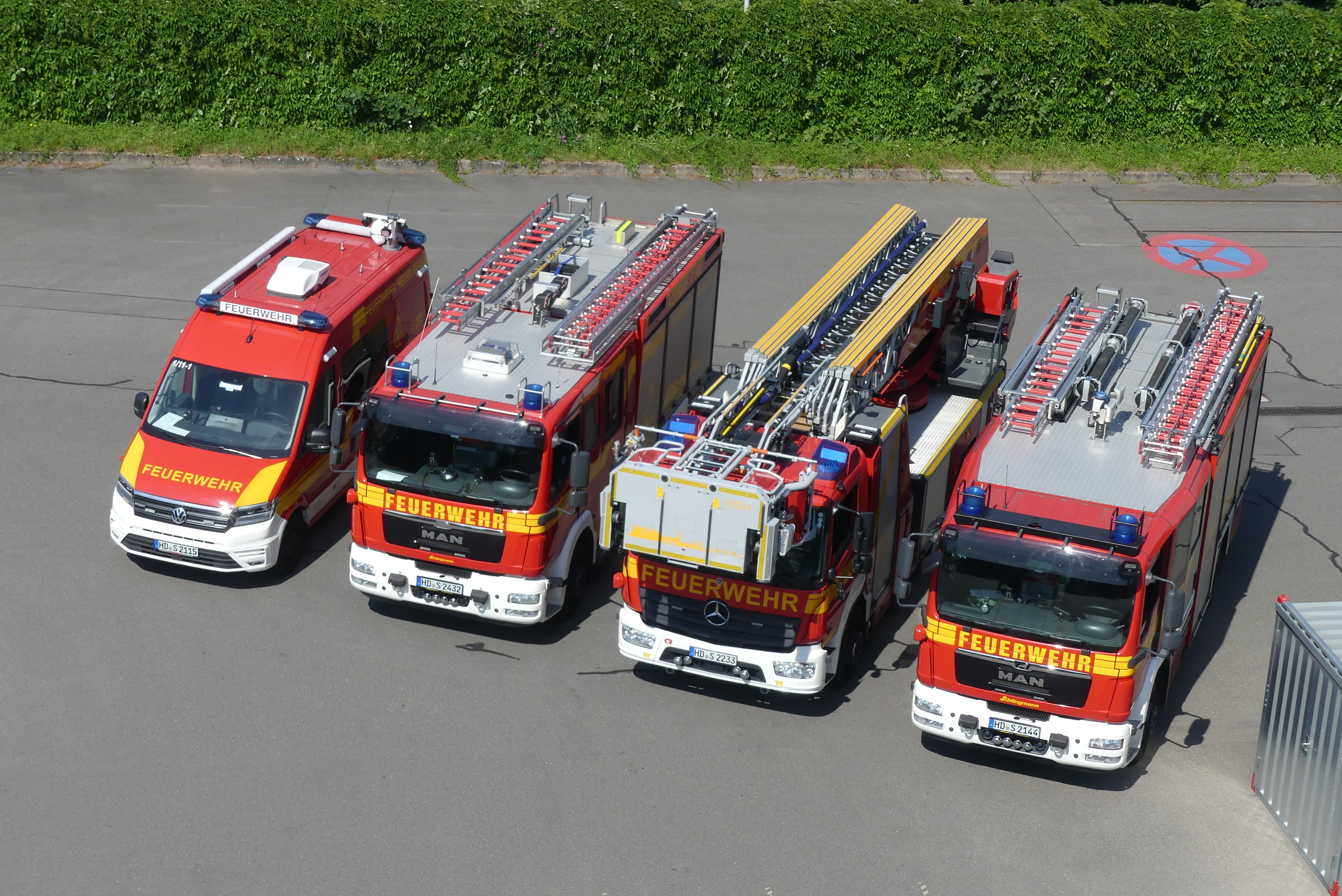
Löschzug der Berufsfeuerwehr Heidelberg im Jahr 2022

Der Lösch-/Rüstzug wird im Bedarfsfall um weitere Sonderfahrzeuge modular erweitert.

### Besonderheiten
Aufgrund der ständigen Verfügbarkeit des Personals der Berufsfeuerwehr Heidelberg rückt der Wasserrettungszug sowie die Tauchergruppe auch zu Einsätzen in den umliegenden Rhein-Neckar-Kreis aus.
Im Heidelberger Stadtgebiet befinden sich zwei längere Tunnel. Um speziell für Tunnelunglücke gerüstet zu sein, wurde der AB-Großventilator angeschafft. Mit ihm ist die Feuerwehr in der Lage, die bei solchen Unglücken vorherrschenden extremen Temperaturen zu senken und den sichtbehindernden Rauch aus der Tunnelröhre zu drücken.

## Freiwillige Feuerwehr
Die Freiwillige Feuerwehr Heidelberg besteht aktuell aus acht Abteilungen, welche alle auch über eine Jugendabteilung verfügen. Die Gesamtstärke der aktiven Angehörigen in den Einsatzabteilungen beträgt 372 Mitglieder. Neben den Einsatzabteilungen besteht eine abteilungsübergreifende Altersabteilung mit derzeit 89 Mitgliedern. 4 Mitglieder wirken in den musiktreibenden Zügen mit. Den Abteilungen der Freiwilligen Feuerwehr steht der Stadtbrandmeister vor, der deren Interessen nach außen und innen vertritt.
Die Alarmierung der Einsatzabteilungen der Freiwilligen Feuerwehr richtet sich zum einen nach dem Einsatzort und den jeweiligen Einsatzgegebenheiten an sich, sowie nach einem Plan, in welchem die jährlichen Rufbereitschaften festgelegt sind. Je nach Einsatzstichwort oder Ausmaß der Schadenslage wird die jeweilige Einsatzabteilung alarmiert, welche die Einsatzstelle am schnellsten erreichen kann. Hierzu ermittelt der Leitstellenrechner mittels eines dynamischen Routings und der im System verfügbar gemeldeten Fahrzeuge das nächstgelegene zu alarmierende Einsatzmittel. Bei länger andauernden Einsätzen der Berufsfeuerwehr wird die zudem Feuerwache nach dem Rufbereitschaftsplan besetzt, damit der Grundschutz im Stadtgebiet weiterhin sichergestellt ist.
Alle Abteilungen der Freiwilligen Feuerwehr betreiben eine aktive Jugendarbeit und haben hierzu Jugendfeuerwehren gebildet. In den Abteilungen Handschuhsheim, Kirchheim, Neuenheim, Rohrbach, Pfaffengrund, Wieblingen und Ziegelhausen besteht zudem die Möglichkeit einer Kinderfeuerwehr beizutreten. Ein für die Jugendfeuerwehren angeschafftes Mannschaftstransportfahrzeug steht seit 2010 auf der Wache der Berufsfeuerwehr zur Verfügung.

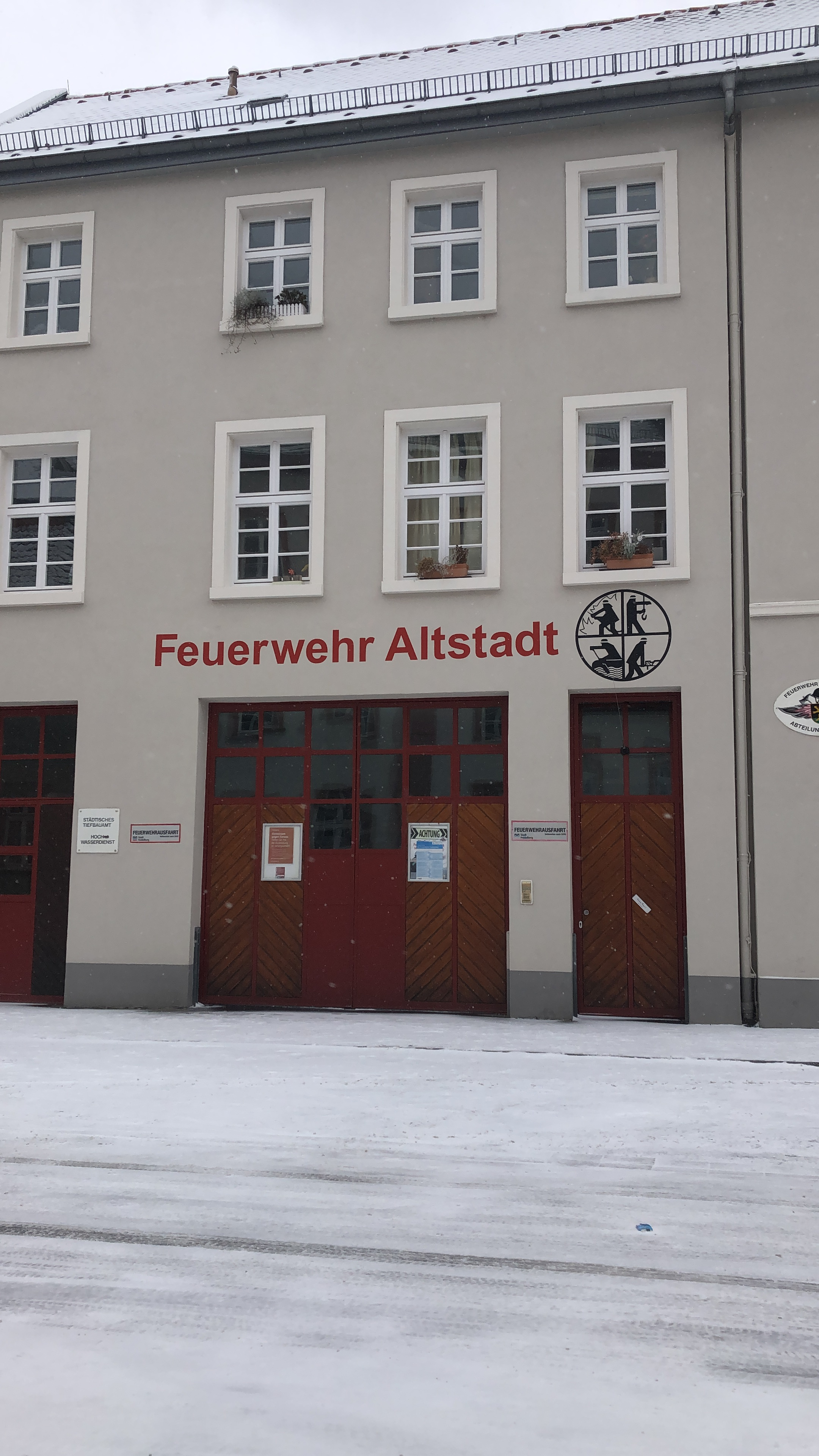
Das Feuerwehrhaus der Abteilung Altstadt in der Unteren Neckarstraße im Januar 2021

### Abteilung Altstadt
Die älteste Freiwillige Feuerwehr in Heidelberg ist die Abteilung Altstadt ▼, welche im Jahr 1846 gegründet wurde.
Im Funkplan der Feuerwehr Heidelberg hat die Abteilung Altstadt die Kennziffer 3.
| Anzahl | Fahrzeugtyp                           | Funkrufname |
| ------ | ------------------------------------- | ----------- |
| 1      | Mittleres Löschfahrzeug               | 3/40        |
| 1      | Hilfeleistungslöschgruppenfahrzeug 10 | 3/43        |

### Abteilung Neuenheim
Die Abteilung Neuenheim ▼ wurde 1862 gegründet und mit der Eingemeindung Neuenheims 1891 Teil der Feuerwehr Heidelberg.

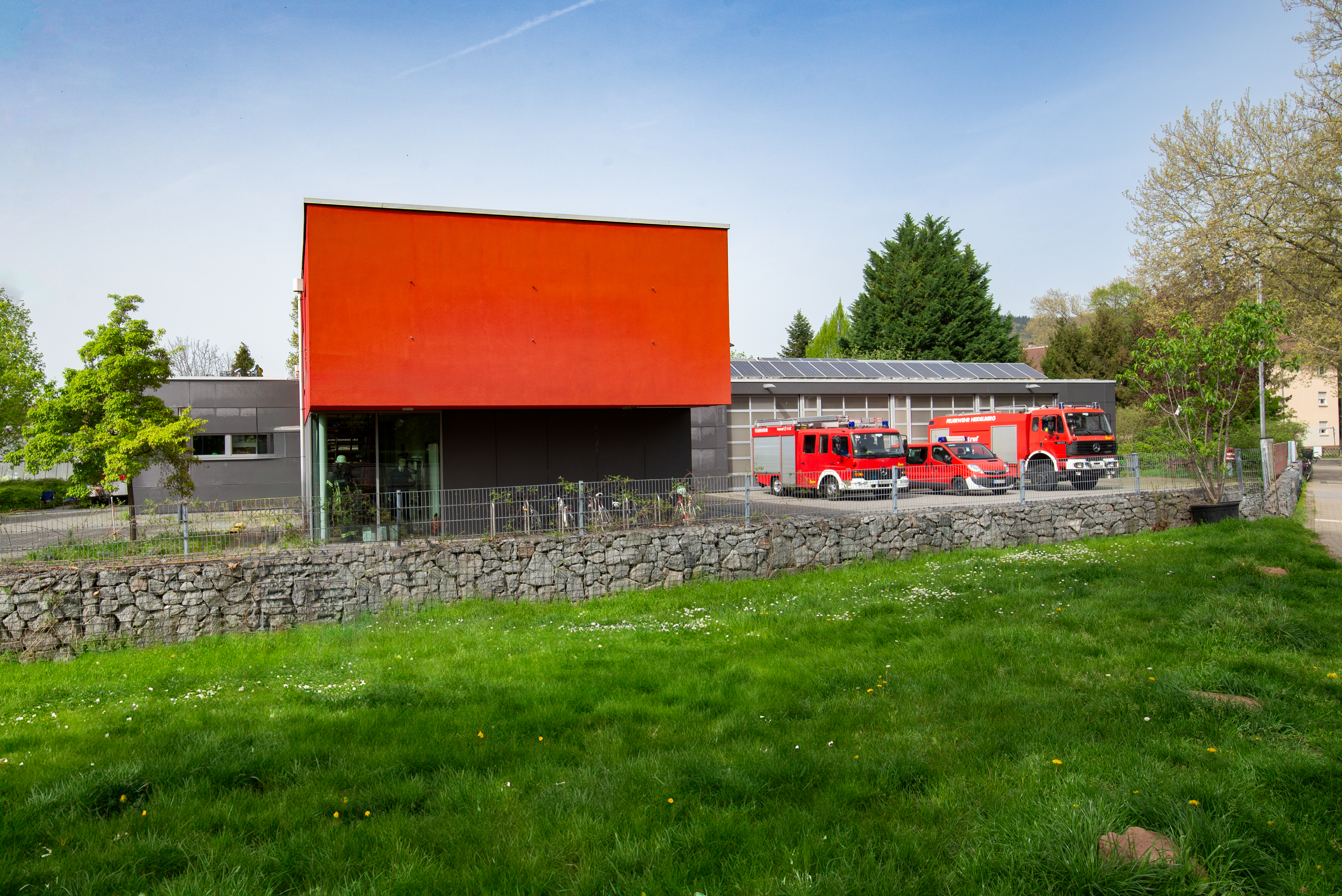
Das gemeinsame Feuerwehrhaus der Abteilungen Neuenheim und Handschuhsheim in der Berliner Straße.

Im Funkplan der Feuerwehr Heidelberg hat die Abteilung Neuenheim die Kennziffer 4.
| Anzahl | Fahrzeugtyp                           | Funkrufname |
| ------ | ------------------------------------- | ----------- |
| 1      | Hilfeleistungslöschgruppenfahrzeug 10 | 4/43        |
| 1      | Tanklöschfahrzeug 24/48               | 4/24        |
| 1      | Mannschaftstransportfahrzeug          | 4/19        |

### Abteilung Handschuhsheim
Die Abteilung Handschuhsheim ▼ wurde 1864 gegründet und wurde im Zuge der Eingemeindung der selbständigen Gemeinde Handschuhsheim 1903 Teil der Feuerwehr Heidelberg.
Im Funkplan der Feuerwehr Heidelberg hat die Abteilung Handschuhsheim die Kennziffer 5.
| Anzahl | Fahrzeugtyp                           | Funkrufname |
| ------ | ------------------------------------- | ----------- |
| 1      | Mittleres Löschfahrzeug               | 5/40        |
| 1      | Hilfeleistungslöschgruppenfahrzeug 10 | 5/43        |

### Abteilung Wieblingen

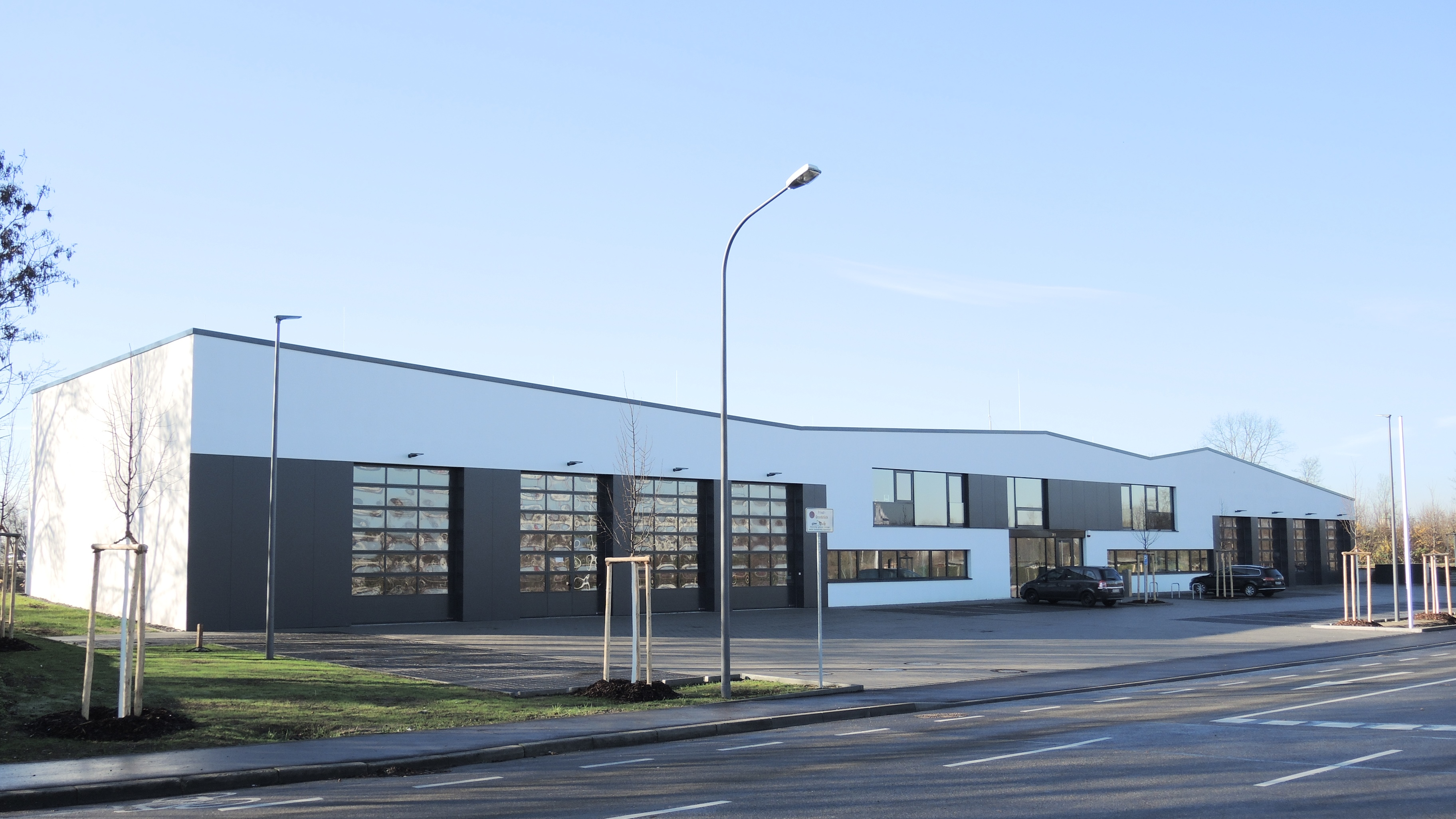
Feuerwehrhaus der Abteilung Wieblingen

Die Abteilung Wieblingen ▼ wurde im Jahr 1893 gegründet und 1920 mit der Eingemeindung Wieblingens Teil der Feuerwehr Heidelberg.
Im Jahr 2015 konnte die Abteilung das neu errichtete Feuerwehrhaus beziehen. Das Gebäude teilt sich die Abteilung mit der DLRG Stadtgruppe Heidelberg. Beide Organisationen verfügen über eigene Einsatz- und Schulungsräume sowie getrennte Fahrzeughallen. Synergieeffekte gibt es in den Bereichen Gebäudetechnik, sanitäre Anlagen und der Parkflächen. Bis auf die Fahrzeughallen ist das Gebäude in Passivbauweise errichtet und wird mittels Luft-Wärme-Pumpe beheizt.
Im Funkplan der Feuerwehr Heidelberg hat die Abteilung Wieblingen die Kennziffer 6.
| Anzahl | Fahrzeugtyp                           | Funkrufname |
| ------ | ------------------------------------- | ----------- |
| 1      | Löschgruppenfahrzeug 10/6             | 6/42        |
| 1      | Hilfeleistungslöschgruppenfahrzeug 10 | 6/43        |
| 1      | Gerätewagen Transport                 |             |
| 1      | Bootsanhänger mit 2 Hochwasserbooten  |             |

### Abteilung Kirchheim

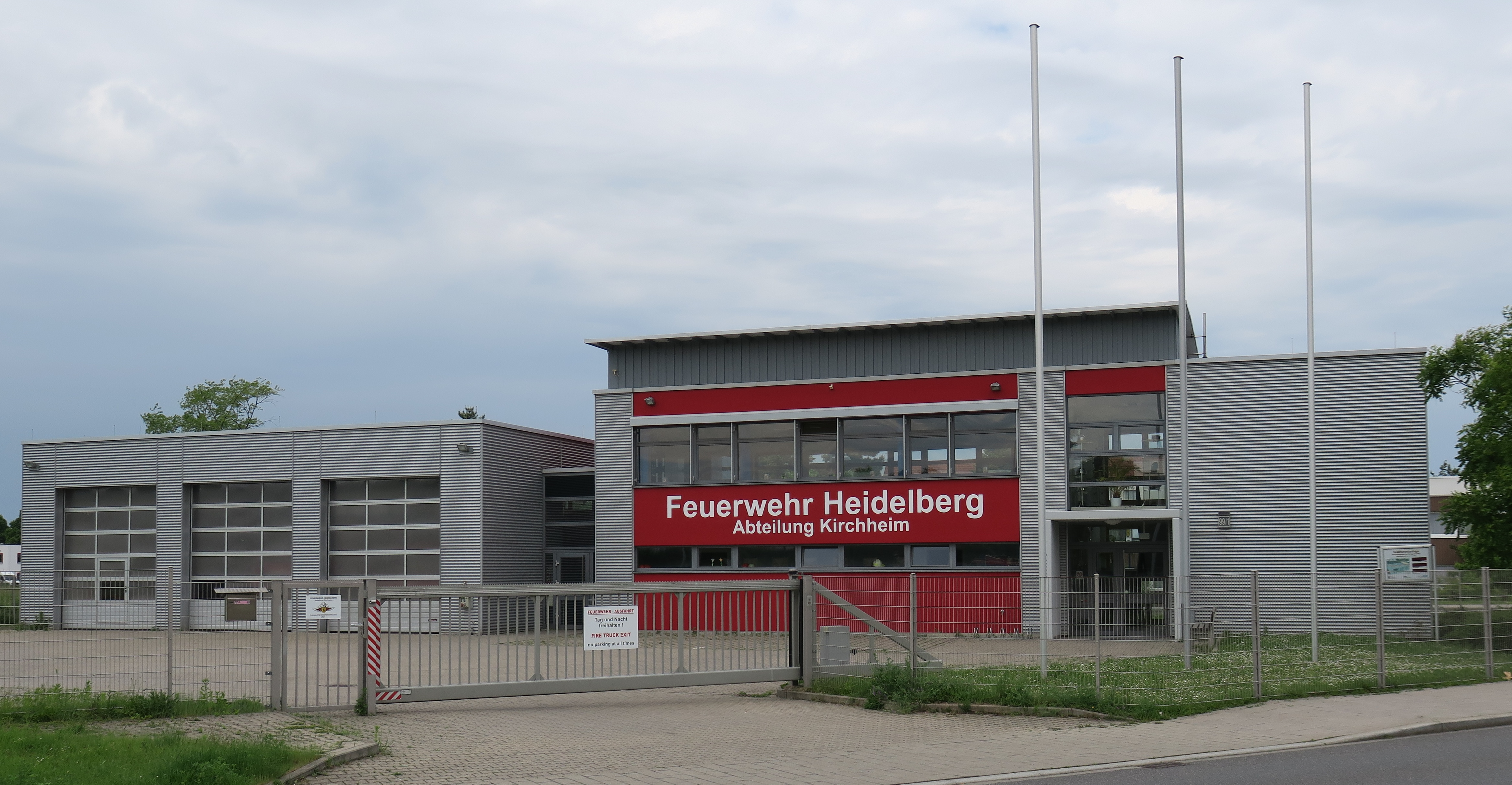
Feuerwehrhaus der Abteilung Kirchheim

Die Abteilung Kirchheim ▼ wurde 1874 gegründet. Mit der Eingemeindung Kirchheims im Jahre 1920 wurde auch die Abteilung Kirchheim Teil der Feuerwehr Heidelberg.
Im Funkplan der Feuerwehr Heidelberg hat die Abteilung Kirchheim die Kennziffer 7.
| Anzahl | Fahrzeugtyp                                        | Funkrufname |
| ------ | -------------------------------------------------- | ----------- |
| 1      | Hilfeleistungslöschgruppenfahrzeug 10              | 7/43        |
| 1      | Löschgruppenfahrzeug 20 für den Katastrophenschutz | 7/45        |
| 1      | Schlauchtransportanhänger                          |             |
| 1      | Mannschaftstransportfahrzeug                       | 7/19        |

### Abteilung Rohrbach

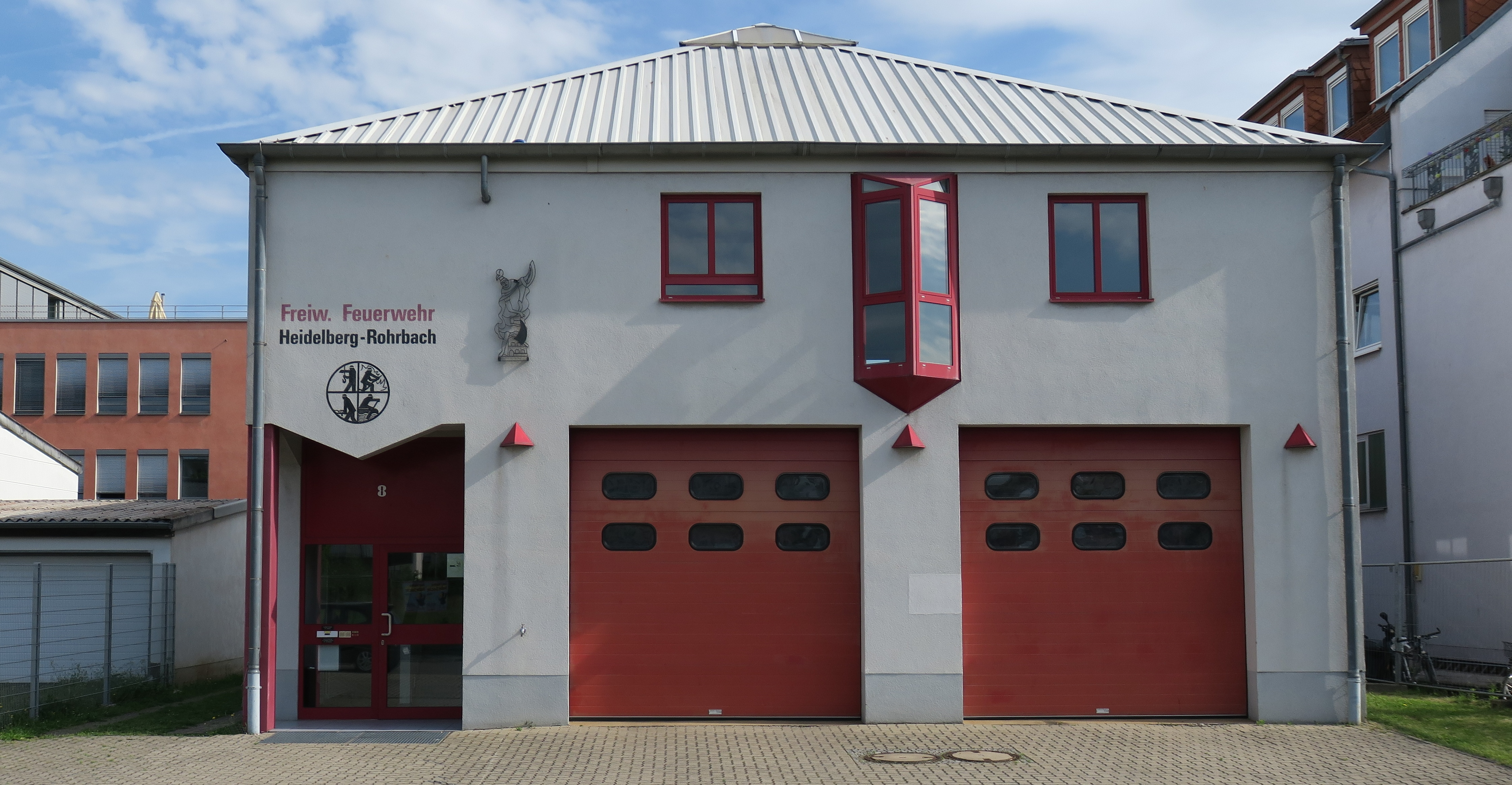
Feuerwehrhaus der Abteilung Rohrbach

Die Abteilung Rohrbach ▼ wurde 1876 gegründet und mit der Eingemeindung Rohrbachs 1927 Teil der Feuerwehr Heidelberg.
Im Funkplan der Feuerwehr Heidelberg hat die Abteilung Rohrbach die Kennziffer 8.
| Anzahl | Fahrzeugtyp                                        | Funkrufname |
| ------ | -------------------------------------------------- | ----------- |
| 1      | Hilfeleistungslöschgruppenfahrzeug 10              | 8/43        |
| 1      | Löschgruppenfahrzeug 20 für den Katastrophenschutz | 8/45        |
| 1      | Drehleiter mit Korb 23-12                          | 8/33        |
| 1      | Mannschaftstransportfahrzeug                       | 8/19        |

### Abteilung Pfaffengrund
Die Abteilung Pfaffengrund ▼ wurde 1920, zwei Jahre nach Entstehen des Stadtteils Pfaffengrund gegründet.
Im Funkplan der Feuerwehr Heidelberg hat die Abteilung Pfaffengrund die Kennziffer 10.
| Anzahl | Fahrzeugtyp                                        | Funkrufname |
| ------ | -------------------------------------------------- | ----------- |
| 1      | Löschgruppenfahrzeug 20 für den Katastrophenschutz | 10/45       |
| 1      | Hilfeleistungslöschgruppenfahrzeug 10              | 10/43       |
| 1      | Gerätewagen Dekon-P                                | 10/93       |
| 1      | Mannschaftstransportfahrzeug                       | 10/19       |

### Abteilung Ziegelhausen

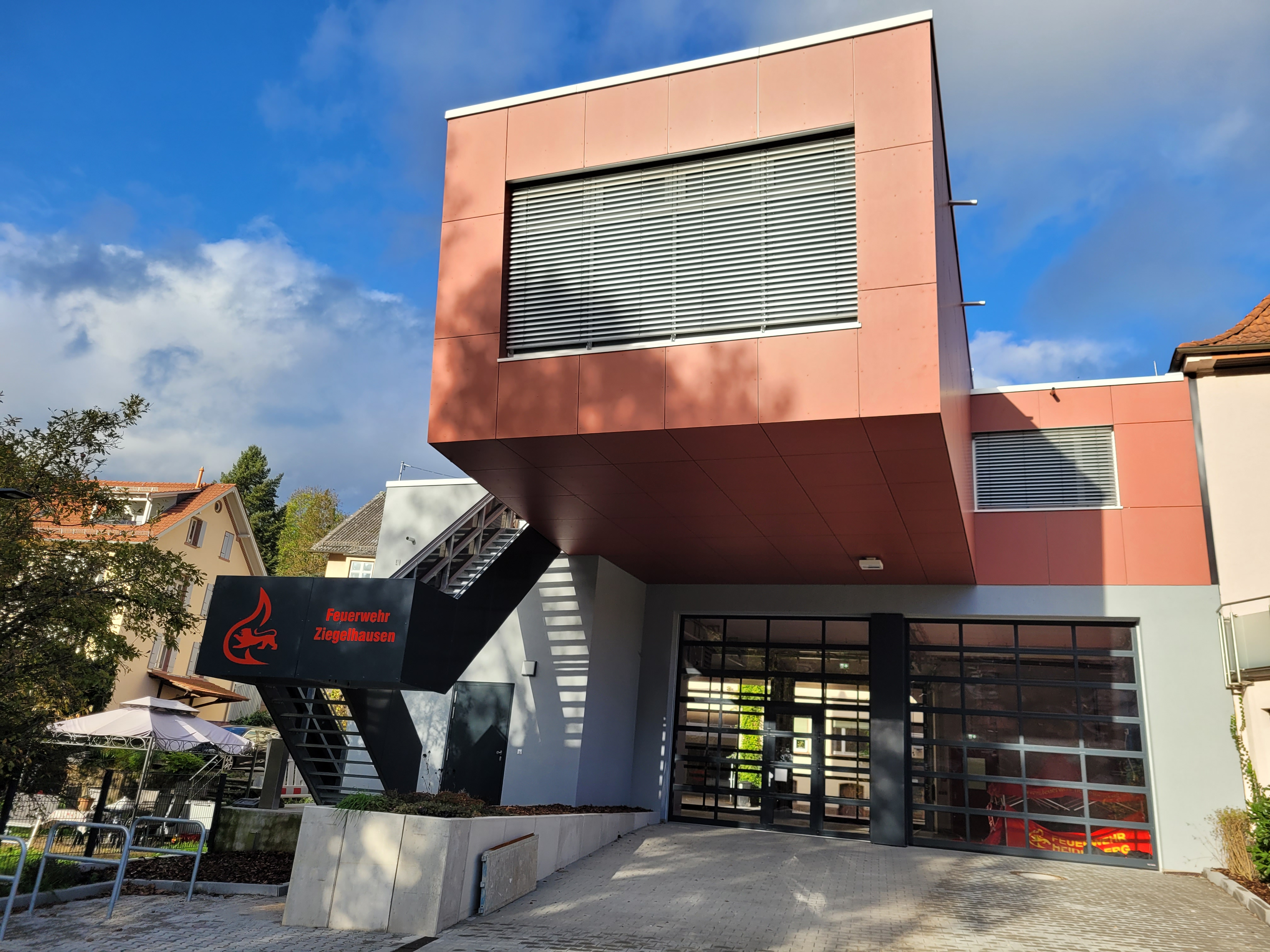
Feuerwehrhaus der Abteilung Ziegelhausen

Aufgrund der Eingemeindung Ziegelhausens im Jahre 1974 ist die Abteilung Ziegelhausen ▼ quasi die jüngste Freiwillige Feuerwehr in Heidelberg. Die Gründung der Feuerwehr geht aber auf das Jahr 1860 zurück.
Im Funkplan der Feuerwehr Heidelberg hat die Abteilung Ziegelhausen die Kennziffer 11.

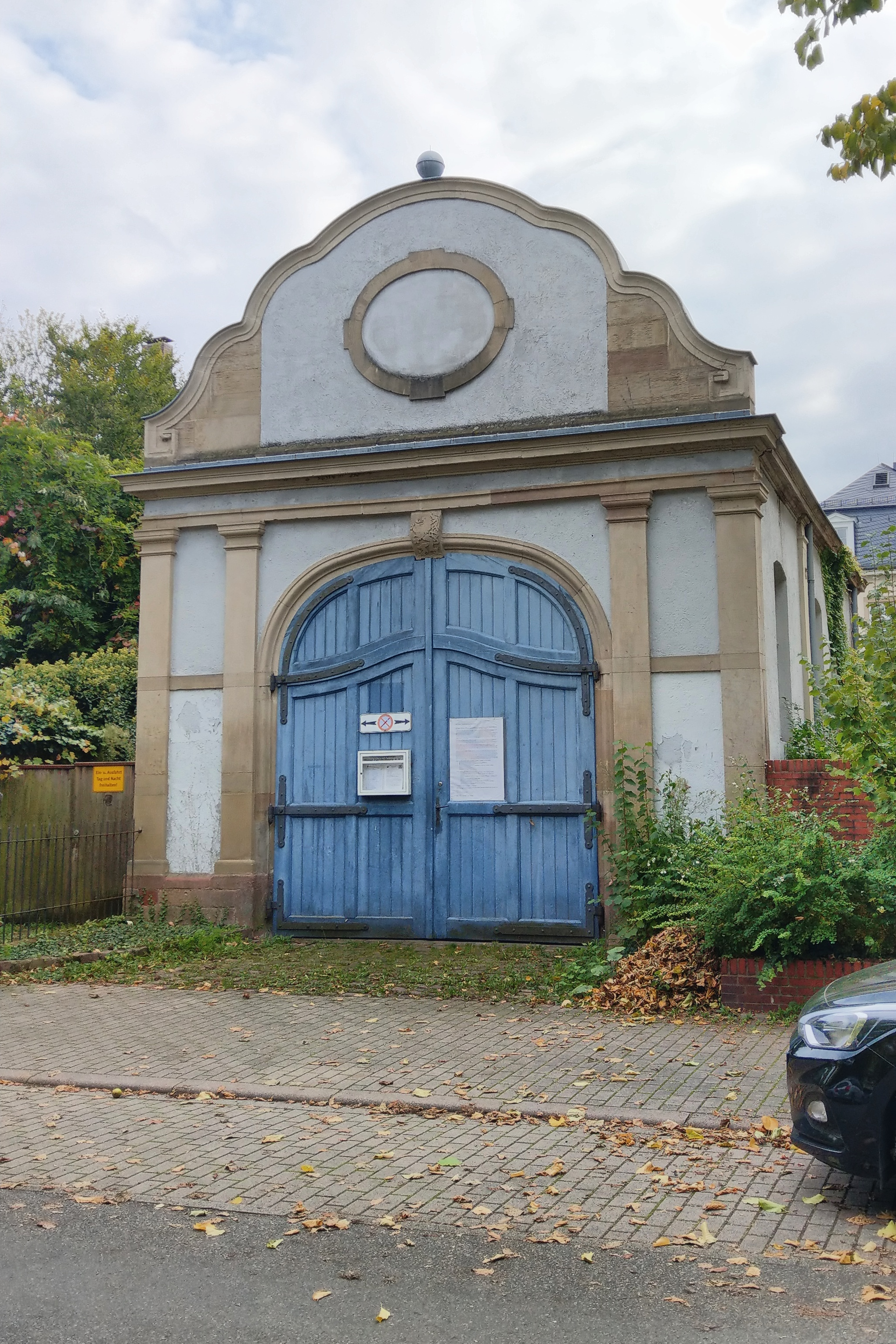
Ehemaliges Feuerwehrhaus Abteilung Weststadt

| Anzahl | Fahrzeugtyp                                | Funkrufname |
| ------ | ------------------------------------------ | ----------- |
| 1      | Mittleres Löschfahrzeug                    | 11/40       |
| 1      | Hilfeleistungslöschgruppenfahrzeug 10      | 11/43       |
| 1      | Tanklöschfahrzeug 16/24 mit Truppbesatzung | 11/21       |
| 1      | Mannschaftstransportfahrzeug               | 11/19       |

### Ehemalige Abteilungen
Die Abteilungen Schlierbach und Weststadt wurden in den 1990er Jahren mangels Mitglieder und der allgemein sinkenden Bereitschaft in der Bevölkerung, sich ehrenamtlich zu engagieren, aufgelöst. Die Ausrückebereiche beider Abteilungen wurden nach einsatztaktischen Gesichtspunkten auf die übrigen Einsatzabteilungen aufgeteilt.

### Sondereinheiten
Aus den verschiedenen Einsatzabteilungen der Freiwilligen Feuerwehr wurden zusätzlich Sondereinheiten gebildet. Derzeit gibt es eine ABC-Einheit für den Einsatz bei Gefahrgutunfällen, eine Führungsgruppe zur Unterstützung des Einsatzleiters bei Großeinsätzen sowie eine Verpflegungsgruppe, welche bei länger andauernden Einsätzen die Einsatzkräfte mit Getränken und Essen versorgt.

## Werkfeuerwehr
Der Henkel-Konzern hat im Stadtteil Pfaffengrund eine Werkfeuerwehr eingerichtet. Diese Werkfeuerwehr nimmt auch an den jährlichen Großübungen der Heidelberger Feuerwehr teil.

## „Feuer & Flamme“
Von Januar bis März 2024 fanden bei der Feuerwehr aufwändige Dreharbeiten für die ARD-Dokuserie „Feuer & Flamme“ statt. Dabei wurde die Berufsfeuerwehr 55 Tage lang rund um die Uhr bei Einsätzen begleitet. Dazu wurden auch so genannte Bodycams eingesetzt. Produziert wird die Serie von der SEO Entertainment GmbH im Auftrag des SWR. Die Ausstrahlung ist für 2025 geplant. „Feuer & Flamme“ gilt als eine der erfolgreichsten Doku-Serien der ARD. Bisherige Staffeln spielten in Gelsenkirchen, Bochum und Duisburg.